# HiHiHi
HiHiHi（ハイハイハイ）はRKBラジオで1986年（昭和61年）4月7日から1993年（平成5年）4月30日までに放送された夜ワイド番組である。
番組のサブタイトルは「おとなは・いけない・課外授業」。

## 出演者
パーソナリティ
- 山崎銀之丞（1986年4月 - 1991年9月）- 1987年3月までは月曜、木曜、金曜日 担当、1987年4月からは月 - 金曜日 担当
- 坂口卓司（1986年4月 - 1987年3月の火曜、水曜日 担当）
- 足達ヒデヤ（現・安達ひでや、1991年10月 - 1993年3月）

アシスタント
- 象足シスターズ - 番組公募で選ばれた曜日別の女性アシスタント

## 放送時間
- 月曜日：21:30 - 24:00 (JST)
- 火曜日 - 金曜日：21:00 - 24:00(JST)

番組開始 当初
- 月曜日 - 金曜日：21:30 - 24:00(JST)

## 概略
KBCラジオの平日帯 夜ワイド番組『PAO〜N ぼくらラジオ異星人』がスタートした影響で、リスナーが離れていったRKBラジオの平日帯 夜ワイド番組『スマッシュ!!11』の後番組として開始した。
1986年度は山崎銀之丞（月、木、金曜日）と坂口卓司アナ（火、水曜日）のパーソナリティ 2人体制だったが、1987年4月改編で、坂口アナが同局の平日帯 昼ワイド番組『歌謡曲ヒット情報』の担当となったため番組を離れ、山崎が月 - 金曜日の担当となった。この番組はニッポン放送の平日帯 夜ワイド番組『三宅裕司のヤングパラダイス』を手本として製作されたと言う。
初期の1年間は軌道に乗れなかったが、山崎が月 - 金曜日の担当となった 1987年より人気が出始め、日替り定食、うまか情報局などの葉書ネタ コーナーより、街角収録コーナーの突撃ティーンズクラブ、番組主催のキャンプ、クリスマス パーティーを始めとしたイベントの多さで、リスナーの心を掴んでいた。
しかし、1990年のPAO～N終了まで牙城は崩せず、その頃からは街角収録中止・イベント激減といった下降線をたどるようになり、リスナーが離れ始めた。
1991年10月、山崎が劇作家のつかこうへいにスカウトされ、番組を降板して上京。『平成名物TV 三宅裕司のいかすバンド天国』で名を馳せた、ロックバンド・たけのうちカルテットのボーカル、足達ヒデヤ（現・安達ひでや）が山崎の後任のパーソナリティを務めた。
この頃は深夜ラジオブームが既に去り、かつての勢いを取り戻せず、1993年4月に番組は終了した。足達は不満を抱きながら、番組終了前に怒りの自主降板をしており、残りの期間は女性アシスタントが代役を務めた。
番組の7年間の歴史の中で様々なコーナーが生まれては消えたが、クイズBOKANだけは放送開始から終了まで続いた。

## 番組コーナー
（参考：）

番組開始当時（1986年4月）のタイムテーブル
- 21:50　関根勤のワン・ツー・パンチ（ロッテリア提供 TBSラジオ制作）
- 22:00　RKB毎日ニュース、天気予報
- 22:10　青春の主張（日清食品 提供）
- 22:20　ミュージックビレッジ～おねがい!チェッカーズ（ライオン提供 ニッポン放送 制作）
- 22:40　日替り定食
- 22:45　田原俊彦 心はストレート（資生堂 提供 ニッポン放送 制作）
- 23:05　クイズBOKAN（ベスト電器 提供）
- 23:15　うまか情報局（ハウス食品 提供）

上記の他は以下のようなコーナーがあった。
- オープニング ドラマ
（山崎銀之丞が月～金の毎日 担当するようになってから開始したコーナー）
- 勝ち抜きクイズ・私が先よ!
（2ヶ月間 勝ち抜くことが出来ると15万円獲得となる、リスナー参加のクイズコーナー）
- 突撃ティーンズクラブ（22:10 → 22:25　1987年 - 1992年9月）
- 千夜一分 渡辺ショー劇場（23:50　1987年 - 1988年）
- HiHi何でも記念日（23:20　1987年 - 1988年途中）
- そこが知りたい（23:15　1989年 - 1992年9月）
- 毎日がバレンタイン（23:45　1989年 - 1992年9月）
- 青春、すべて冒険の時（水曜 22:50　1989年 - 1991年。有名人がゲスト出演するトークコーナー[5]）
- Today Best 10（11:30　1989年 - 1991年）
- 山崎銀之丞のバイト一発!（火～金 21:40　1990年 - 1991年）
- あなたの記念日（21:45、23:40　1990年4月 - 1991年3月）
- 義剛のあすへの叫び（火曜 23:10「うまか情報局」内　1987年 - 1988年当時。田中義剛メインのコーナー。山崎銀之丞も共演）[6]
- 銀之丞の商売繁盛（水曜 23:10「うまか情報局」内　1988年当時）[6]
- 面白サウンド博覧会（木曜 23:10「うまか情報局」内　1988年当時）[6]
- メルヘン劇場（金曜 23:10「うまか情報局」内 →23:35　1988年 - 1990年9月）[6]
- クイズ・なんじゃこりゃ（21:10　1989年4月スタート[7]、足達ヒデヤに交替後の1992年3月まで放送）
- 夜明けのスキャットコーナー（木曜、1989年4月 - ）
（出演希望者の中から選ばれたリスナーが電話で出演し、由紀さおりの曲『夜明けのスキャット』の「ルー、ルールルルー」のメロディーをとにかく長く歌い続ける。20秒以上歌い続けることが出来たら、賞金や賞品がもらえた[7]。）
- バカボン正勝のダイエット大作戦（火曜、1989年）
（1989年8月からダイエットを開始した井上ADによる経過報告。目標はこの年の10月末までに78kgを65kgまでに減らすことで、目標が達成できなかった場合は丸刈りになってみんなにお詫びすることになっていた[8]が、結局失敗に終わり、罰として後述の「HiHiHiヤル気の会」にて滝行をさせることになった[9]）
- パネルクイズ・アタック7（月曜、21:50　1989年10月 - 1991年）
（「牛乳の10」「コーラの30」など多くのパネルにあるクイズを出題。一発逆転の「タバスコクイズ」も設定されていた[8]）
- 反逆クイズ! 明智光秀（火曜、1989年10月 - ）
（リスナーが出題して山崎が解答という、逆パターンのクイズ[8]）
- カコと香苗の男なんてさ（水曜、1989年10月 - ）
（わがままな男、ひどい男などを槍玉に上げてトーク[8]）
- 熱闘! 広辞苑（木曜、1989年10月 - ）
（全国各地の方言に新しい解釈を付ける[8]）
- 実話デラックス（金曜、1989年10月 - ）
（リスナーが独自に作った解釈・予想について、どうしてそうなるのかこじつけた過程から結論を導く[8]）
- えびぞりバンド天国（金曜、1989年10月 - ）
（番組に寄せられたアマチュアバンドの録音テープを放送。ライブ演奏が出来る権利がもらえる月間チャンピオンの特典あり[8]）
- ADダービー（火曜、1989年10月 - ）
（毎週、AD3人が出場して「HiHi杯」を競う。1989年12月にはRKB本社の周りを一周する「RKB一周国際マラソン」を実施（給水ポイントに置かれていたのは酒だった）。また、カルピスを原液で飲んだ後にはちみつと砂糖を多く詰めたシュークリームを食べ→砂糖水を飲み→またはちみつと砂糖を多く詰めたエンゼルパイを食べ→カルピス8：水2で飲む→みたらし団子に砂糖をまぶして食べる、という“甘いもの競争”も実施。この逆の“酸っぱいもの競争”も行われた。リスナーからは、誰が1位になるかの予想をはがきで募集、的中者の中から抽選で1000円と番組オリジナルグッズをプレゼントしていた[5]）
- 日本一の小心者（月曜21時台　1990年4月 - ）
（周囲にいる小心者をレポートしてもらう[10]）
- 平成版仁義なき戦い（月曜22時台　1990年4月 - ）
（毎週ひとつのテーマを設け、それについて山崎組とジャッキー高橋が北九州地区と福岡地区に分かれて激論を交わす[10]）
- 山崎ジャーナル（月曜23時台　1990年4月 - ）
（その1週間の間に起こった面白い出来事を元にしてラジオドラマ化[10]）
- イクラちゃんの気持ち（月曜22時台　1990年4月 - ）
（風化して曖昧になった幼い頃の記憶を改めて考え直すと、どうも辻褄が合わないという、そんなリスナーにとっての不思議な記憶を募集して紹介[10]）
- 小林一茶 そうじをしたらホイサッサ（水曜22時台　1990年4月 - ）
（毎週週替わりで出されるテーマに沿って寄せられた、ちょっとひねった感じの川柳を紹介[10]）
- ミッドナイトなまこ相談室（水曜23時台　1990年4月 - ）
（リスナーから寄せられた相談ごとに、月替わりで出演するAV女優が回答[10]）
- インスピレーションマッチ（木曜22時台　1990年4月 - ）
（リスナーが1人ずつ「銀之丞チーム」と「象足チーム」に分かれて出場、60秒以内の正解数を競う「連想ゲーム」的なコーナー。最終的には敗者の賞金は勝者のそれに加算されるので、賞金をもらえるのは勝者だけであった[10]）
- 隠密山崎の学園捜査網（金曜21時台　1990年4月 - ）
（「手引きの者」から寄せられた情報を基に、隊長の山崎と、かおる犬「ペロ」が情報元の学校、会社などに潜入、そこの一番重要とされる場所に「隠密シール」を貼って来るという流れのコーナー[10]）

以下は足達ヒデヤに交替後のコーナー
- ナイト・スクランブル（22:10　1991年 - 1992年9月）
- コズミック・コズミック（21:30　1992年4月 - 1992年9月）
- クイズ・はやくイッてー（21:10　1992年4月 - 1992年9月）
- You In' 俱楽部（22:40　1992年4月 - ）
- ショッキング11（23:40　1992年4月 - 1992年9月）
- オペラ座の夜（21:10　1992年10月 - 1993年4月）
- チャンプルーUNIT（21:30　1992年10月 -　1993年4月）
- SONIC BOOM（22:10　1992年10月 - 1993年4月）
- しょっつるUNIT（22:40　1992年10月 - 1993年4月）
- SO WHAT!（23:15　1992年10月 - 1993年4月）
- ジャンバラヤUNIT（23:40　1992年10月 - 1993年4月）
- コンマロク
（逆さから読むとHな表現になる言葉を募集し、象足シスターズに読ませていた）

### 主なイベント
- 突撃ティーンズクラブ
（定番である週1回の街角収録。毎週土曜日又は日曜日に行われていた。本来は福岡都市圏のJR鹿児島本線・西鉄天神大牟田線・九州唯一の地下鉄である福岡市交通局沿線の駅や商業施設などがメインだが、1989年度は長崎県壱岐市でも収録が行われ、リスナーを驚かせた。1990年度前半まで実施され、それ以降も番組最終年度の1992年度まで年に2、3回程復活していた）
- 突撃ティーンズクラブ スペシャル
（街角収録＆アイドルのミニライブ、年に2、3回程行われた。この年度の参加アイドルは千葉美加など。1989年度まで実施[11]）
- Let'sリンボー（月曜　1989年7月まで。後述「Let'sうがい」のリンボーダンス版。）[12]
- Let'sうがいゲロゲーロ
（毎週月曜日の21時台に行われていたイベント。福岡都市圏がメイン。「Let'sリンボー」の後継コーナー。リンボー隊がうがい隊と名前を変え、毎週うがい隊が待つ指定された場所に飲み物を入れた水筒を持ったリスナーが集合。判定基準はうがいの長さや音色など。予選を勝ち抜いた参加者が出場する21:50頃からの決勝戦は生放送中で中継された[12]。次第にラジオ体操、ブリッジ、盆踊りをしながらうがいなどパフォーマンスがエスカレートしていった[13]）
- 山崎先生の家庭訪問
（木曜 22:40　1989 - 1990年当時　山崎銀之丞がリスナーの自宅を家庭訪問する。その模様は一週間後に番組で放送されていた[13]）
- 山崎銀之丞と行くHiHiHiツアー旅行
（山崎が同行する宿泊形式のツアー旅行。春に開催。行き先は1988年度が沖縄、1989年度は北海道であった。1989年度まで実施）
- HiHiHiサマーキャンプ
（1988年度から続く、1泊2日のキャンプ。行き先は1988年度と同じく八女郡黒木町(現・八女市)のグリーンピア八女であった。1989年度まで実施[13]）
- うまか仲間大集合
（当番組の提供スポンサー ハウス食品とタイアップしたイベント。ゲームや体操をしながら商品を獲得していく。夏に開催。1990年度まで実施[13]）
- HiHiHiクリスマス パーティー
（福岡市中央区の電気ビルにて行われていた、ライブ主体のイベント。アイドルのライブに加え、山崎のライブも行われた。1989年度の参加アイドルは中山忍・河田純子・田山真美子から成るユニット「楽天使」であった。1990年度は当番組のリスナー 諸岡なほ子が新人アイドルとして、イベントに出演した。1991年度まで実施[8]）
- 祈願の旅
（毎年2月上旬、山崎がリスナーから送られて来た祈願の葉書を宝満山山頂まで届けて祈願する。リスナー参加型のイベントではないが、スタート地点で山崎の応援に駆けつけたリスナーがいた。後任の足達ヒデヤに当企画は受け継がれた。最終年度まで実施[14]。）
- 象足シスターズ卒業式
（1年間、象足シスターズとして活躍した女性5人を送り出す卒業イベント。中洲の明治生命ホールで、1991年度まで実施）
- 座禅大会　HiHiHiヤル気の会
（糟屋郡篠栗町の城戸南蔵院で開催。RKBラジオで当時、レギュラー番組のパーソナリティを務めていた林寛乗住職のご好意による[12][8]）
- バイリンガル トークショー （神津カンナを迎えてのトークショー）
- 篠栗春爛漫ウォーク ラリー
（本来はRKBラジオで当時、放送していた平日帯 朝ワイド番組『ほがらかウィークリー』の番組イベントであったが、山崎がウォーク ラリーに挑戦することで、多くのリスナーが参加した。）
- 博多どんたく港まつり 中洲Nパサール舞台
（1989年5月3日、4日の博多どんたくで、山崎が象足シスターズを引退したばかりの倉品淳子と一緒に中洲のNパサール舞台で司会を2日間に渡って担当し、山崎と倉品を目当てに多くのリスナーが訪れた。）
- クイズ『スペースチャレンジャー』公開録画
（1990年春にオープンが決定していた、北九州市八幡東区のスペースワールド PRの一環として、1989年7月 - 8月に掛けて、RKBテレビで放送した クイズ番組の司会を山崎と大島さと子が担当。この年の4月にオープンしたばかりの天神イムズビルで公開収録が行われ、多くのリスナーが観客席に座っていた。）
- UCC ジョルトコーラ ラジオCM
（UCCが1988年秋に発売した炭酸飲料 ジョルトコーラのラジオCMに当番組のリスナーが日替わりで出演していた。1988年度 後期 - 1989年度 前期まで実施）
- ハウス食品 うまかっちゃん ラジオCM
（当番組の葉書ネタ コーナー　うまか情報局の提供スポンサー　ハウス食品のインスタントラーメン うまかっちゃんのラジオCMに当番組のリスナーから寄せられたアイデアが毎週 金曜日の放送分に限り、使用されていた。89年度後期に実施）
- 今日のいただきもの
（1989年度に入った途端、当番組にリスナーからの差し入れが連日 届くようになった。リスナーは差し入れ品をRKBの警備室へ渡し、スタッフ陣が受け取りに来る時があった。差し入れ品と差し入れしたリスナーの名前が番組内で紹介されていた。1990年度前半まで実施[15]。）
- テレオケ スター誕生！
（1986年に開催したイベント。のど自慢 形式で歌い手はスタジオの出演者ではなく、リスナーが電話で歌う。毎週 4～5組のリスナーが電話越しにカラオケを歌い、チャンピオンを決定していた。同時に週間チャンピオン同士による月間チャンピオンを決定。月間チャンピオン同士による、年間 上半期・下半期グランプリ大会を開催した。審査は週間、月間とリスナーの電話投票で行なわれていたが、グランプリ大会はハガキ投票を募り、決定した。）

### 内包番組
- ライオン・ミュージック・ビレッジ おねがい!チェッカーズ（ニッポン放送 制作、1991年2月まで）
- 関根勤のワン・ツー・パンチ（TBSラジオ制作、1986年9月まで）
- 杉山清貴のロッテリアサウンドウェーブ（TBSラジオ制作、1986年10月〜1989年3月）
- 山本晋也の“観感楽学”（1989年10月〜1990年3月）
- ライオン・トーク・ビレッジ アイドル危機一髪!公開質問状（ニッポン放送 制作、1991年3月〜1991年9月）
- ライオン・トーク・ビレッジ 加勢大周 ワイルドで行こう（ニッポン放送 制作、1991年10月から）
- 米米CLUB 10分天国〜略して10テン（TBSラジオ制作、1990年10月〜1991年6月／1992年4月〜1992年6月）
- ルー&ラッキィの10分天国〜略して東京アミーゴ（TBSラジオ制作、1991年7月〜1992年3月）
- POP SMAP（TBSラジオ制作、1992年7月から）

## スタッフ

### プロデューサー
- 野見山實（音楽プロデューサー、当番組では「シーラカンス野見山」の愛称で呼ばれていた）
- 千々和昭

### 主なディレクター
- 植山信一（初代ディレクター、当番組では「バックスバニー植山」の愛称で呼ばれていた）
- 野上克郎（コピーライター、山崎銀之丞のマネージャーを兼任。その為、当番組では「ジャーマネ野上」の愛称で呼ばれていた。現在は福岡放送の子会社であるFBSエンタープライズに勤務）
- 家村裕之（大学在学中に当番組のADとして活躍、AD時代は「ピグモン家村」の愛称で呼ばれていた。後に音楽プロデューサーとして椎名林檎を発掘した）
- 種田守倖（放送作家、当時は「唐沢竿（からさわ かん）」名義で活動）

### 主なAD
- 行本秀樹（現在も福岡の各メディアで音響を担当）
- 高橋徹郎（劇団「ギンギラ太陽'S」主宰、タレント、ラジオ パーソナリティ、KBCテレビ「ドォーモ」のレポーター）

※当番組のADは過半数が福岡大学と九州芸術工科大学（現・九州大学大橋キャンパス）の学生で占められていた。
※最末期に活躍したADの多くは後番組「もっとももんが」のADとして活躍した。

### 象足シスターズ
- 初代（1986年度）
  - 月曜日：倉品淳子（象足時代は「倉品遊子」として活動、現在は劇団員として活躍）
  - 火曜日：池田潤子
  - 水曜日：山口はるみ（象足卒業後、地元リポーターとして活躍）
  - 木曜日：梶原美樹
  - 金曜日：味園由美子（1988年度より「RKBベスト歌謡50」のリポーターを担当）

- 2代（1987年度）
  - 月曜日：倉品淳子
  - 火曜日：阪田友美（象足時代よりシンガーソングライターとして活動）
  - 水曜日：中野典子
  - 木曜日：富永倫子（象足時代は同じ漢字で読みは「とみなが みちこ」として活動、1988年度よりRKB毎日放送アナウンサー）
  - 金曜日：味園由美子

- 3代（1988年度）
  - 月曜日：倉品淳子
  - 火曜日：藤本秀美
  - 水曜日：今林奈美
  - 木曜日：竹下寛子
  - 金曜日：山地緑

- 4代（1989年度）
  - 月曜日：大畑奈津子
  - 火曜日：八木朋子（モモコクラブ出身）
  - 水曜日：小林香苗
  - 木曜日：竹崎弘美
  - 金曜日：大平真由美（4月のみ）→光藤美和子（5月より）

- 5代（1990年度）
  - 月曜日：高橋美恵子
  - 火曜日：柏木絵理（当番組のAD出身）
  - 水曜日：須藤陽子
  - 木曜日：西村由美
  - 金曜日：長谷川綾

- 6代（1991年度）
  - 月曜日：岩崎美樹
  - 火曜日：石松朋子
  - 水曜日：桜庭まい
  - 木曜日：山本康子（象足卒業後、FM佐賀のADとして活躍）
  - 金曜日：前田陽子

- 7代（1992年度）
  - 月曜日：野道有美
  - 火曜日：川口香（象足時代より地元タレント事務所に所属）
  - 水曜日：小原良
  - 木曜日：木原友香（1995年度よりFM福岡のアナウンサーとして活躍し2003年9月からはフリー。九州朝日放送報道部の近藤鉄太郎夫人だった）
  - 金曜日：中野早杜子（モモコクラブ出身。日本テレビ系列「恋のから騒ぎ」レギュラーを経て現在は元・プロ野球選手の高波文一夫人）

※第一期から第三期までは名前を通称として活動していた。その為、同じ読み方の女性が複数在籍していた第一期と第二期に関してはどちらか一方が名前又は名前の読み方を変えていたが、味園由美子のみは苗字を通称としていた。
※パーソナリティが足達ヒデヤ（現・安達ひでや）に交代してからは、足達の意向により「象足」という名称が原則的に使われなくなった。
※尚、7期に渡り常に最低1人は福岡大学の女子学生が象足の一員として加わっていた。

## 主なリスナー
- 松村邦洋
- 田村淳
- 諸岡なほ子

## 主なゲスト
- 斉藤由貴

1986年12月4日放送に出演。当日は、『ザ・ベストテン』（TBS制作でRKBテレビでもネット放送）にランクインし出演した為、RKBではテレビ・ラジオ同時放送の状態になった。